# 準褐色矮星

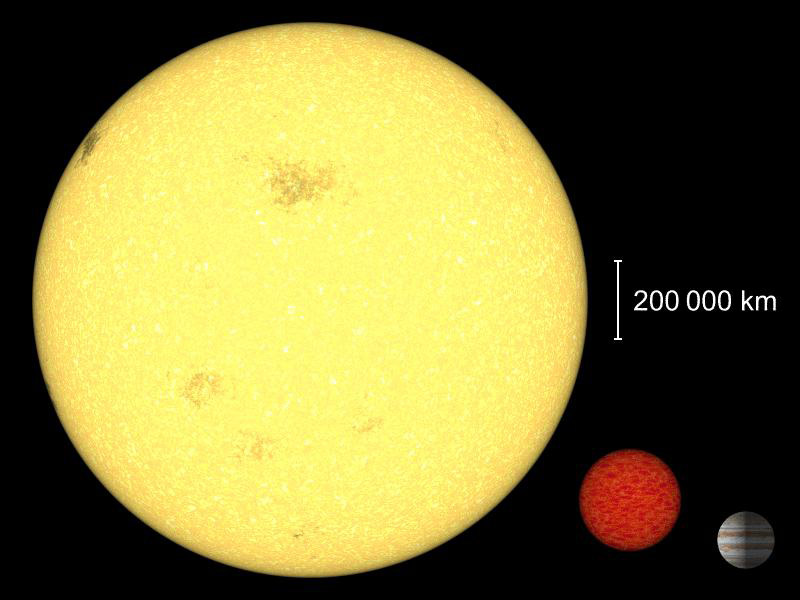
太陽と若い準褐色矮星(Cha 110913-773444)と木星の大きさの比較。準褐色矮星は年を経ると徐々に冷えて小さくなる。

準褐色矮星（じゅんかっしょくわいせい、Sub-brown dwarf）は、褐色矮星の低質量側の閾値（約13木星質量）よりも小さな惑星質量天体である。褐色矮星とは異なり、重水素を核融合するのに十分な質量を持っていない。

## 定義
準褐色矮星は、分子雲が重力で潰れる星形成の過程を経て誕生し、原始惑星系円盤の降着や核崩壊によって生成するのではない。準褐色矮星と惑星の（天体そのものの性質による）区別は明確ではなく、天文学者は形成過程によって区別している。
代わりの定義として、同じ質量範囲（褐色矮星の質量以下で惑星の範囲）であり、他の恒星からの重力の影響を受けていない天体ということもできる。これらは一般には、「自由浮遊惑星」と呼ばれる。この用語は、国際天文学連合の惑星の仮定義によるものである。

## リスト
- 2MASS J044144
- 2M1207b
- SCR 1845-6357 B
- Cha 110913-773444
- OTS 44
- UGPS J0722-05